# Klingebach (Reiherbach)
Der Klingebach ist ein 7,4 Kilometer langer, orografisch rechter Zufluss des Edersee-Zuflusses Reiherbach im Landkreis Waldeck-Frankenberg in Hessen, Deutschland.  Er gehört somit zum Flusssystem der Weser.

## Verlauf
Mehrere Quellen östlich der Landesstraße 3200 und südlich der Bundesstraße 485 in der Gemarkung von Sachsenhausen, auf dem Gebiet des wüst gefallenen Dorfs Klingen, speisen den Bach. Er fließt zunächst nach Südsüdosten, biegt dann scharf nach Westen ab und unterquert die L 3200. Dann umfließt er südlich von Sachsenhausen durch ein malerisches Tal den „Klinger Berg“ (380 m ü. NHN) auf drei Seiten – im Norden, Westen und Süden. Im Tal passiert er an der Südseite des Klinger Bergs das Naturdenkmal „Klinger Klippen“, eine Formation von Kalksteinfelsen. Schließlich biegt der Bach wieder nach Südsüdosten und fließt entlang der L 3200, ehe er nordöstlich von Nieder-Werbe, bei der Wüstung Hemmenroth, etwa 800 Meter vor dessen Einmündung in den Edersee in den von Nordosten entlang der Ostflanke des Großen Dörnbergs (372 m ü. NHN) von Selbach heranfließenden Reiherbach mündet.  
Das Klingebachtal wurde vom Land Hessen im Rahmen des Natura 2000 Programms der EU als FFH-Schutzgebiet (Fauna, Flora, Habitat) gemeldet.